# ABN 뉴스위크
《ABN 뉴스위크》는 경기도 성남 지역의 케이블 방송사인 아름방송의 뉴스 프로그램이다.

## 방송 시간
- 금요일 오후 6시
- 금요일 저녁 8시
- 금요일 밤 10시
- 다음 날 토요일 새벽 0시
- 다음 날 토요일 새벽 2시
- 토요일 새벽 4시
- 토요일 아침 6시
- 토요일 아침 8시
- 토요일 아침 10시
- 토요일 낮 12시
- 토요일 오후 2시
- 토요일 오후 4시
- 토요일 오후 6시
- 토요일 저녁 8시
- 토요일 밤 10시
- 다음 날 일요일 새벽 0시
- 다음 날 일요일 새벽 2시
- 일요일 새벽 4시
- 일요일 아침 6시
- 일요일 아침 8시
- 일요일 아침 10시
- 일요일 낮 12시
- 일요일 오후 2시
- 일요일 오후 4시
- 일요일 저녁 6시
- 일요일 밤 8시
- 일요일 밤 10시
- 다음 날 월요일 밤 0시
- 다음 날 월요일 새벽 2시
- 월요일 새벽 4시
- 월요일 아침 6시
- 월요일 아침 8시
- 월요일 아침 10시
- 월요일 낮 12시
- 월요일 오후 2시
- 월요일 오후 4시

## ABN의 다른 뉴스프로그램
- ABN 뉴스와이드

## 같이 보기
- ABN